# Haidar Abdul-Amir
Haidar Abdul-Amir Hussein (arabe : حيدر عبد الأمير) (né le 2 novembre 1982 à Bagdad en Irak) est un footballeur international irakien, qui évolue au poste de défenseur.

## Biographie

### Carrière en sélection
Avec l'équipe d'Irak, il joue 64 matchs (pour 3 buts inscrits) entre 2003 et 2010. 
Il figure dans le groupe des sélectionnés lors des coupes d'Asie des nations de 2004 et de 2007, atteignant les quarts de finale en 2004 et remportant l'édition en 2007.
Il participe également aux Jeux olympiques de 2004. Il dispute cinq matchs lors du tournoi olympique organisé en Grèce.
Il joue enfin 6 matchs comptant pour les éliminatoires de la coupe du monde 2002 et prend part à la Coupe du monde des moins de 20 ans 2001 organisée en Argentine.

## Palmarès
Avec l'Irak, il remporte la Coupe d'Asie des nations en 2007 en battant l'Arabie Saoudite en finale. 